# Józef Słoń
Józef Słoń (ur. 3 sierpnia 1920 w Bryzgowie, zm. 5 stycznia 1984) – poseł na Sejm Ustawodawczy (1947–1952), członek Stronnictwa Ludowego i Zjednoczonego Stronnictwa Ludowego.

## Życiorys
Słoń pochodził z chłopskiej rodziny wielodzietnej, był synem Władysława i Zofii Słoń. Ukończył szkołę powszechną, a następnie pracował w rodzinnym gospodarstwie rolnym. W 1937 został członkiem Związku Młodzieży Wiejskiej, który sfinansował mu naukę w szkole średniej, którą jednak ze względu na złe warunki materialne porzucił po 1,5 roku, przygotowując się samodzielnie do matury. Jego edukację przerwał wybuch II wojny światowej. W październiku 1939 z kolegami założył organizację gromadzącą broń do walki z okupantami i należał do grupy konspiracyjnej zorganizowanej przez wikariusza parafii Borkowice, ks. Walentego Ślusarczyka. Na przełomie lat 1939–1940 został partyzantem w oddziale majora Hubala. W maju 1940, po rozwiązaniu oddziału, pracował na Lubelszczyźnie jako nauczyciel, ukrywając się pod zmienionym nazwiskiem, tam też działał w Chlewiskach w Związku Walki Zbrojnej. Zimą 1941 dołączył do Armii Ludowej. W wyniku poszukiwań przez Gestapo, przeniósł się w lipcu 1942 do Małopolski. Został aresztowany 19 sierpnia 1942 w Krakowie, osadzony więzieniu Montelupich, a następnie wywieziony do Auschwitz (nr obozowy 73 522). Przeniesiono go w grudniu do Mauthausen, a w późniejszym czasie do Gusen II, gdzie został uwolniony w maju 1945 przez wojska amerykańskie. Po pobycie w szpitalu powrócił do Polski.
Pracował w Związku Samopomocy Chłopskiej jako skarbnik Zarządu Powiatowego, a także został członkiem Stronnictwa Ludowego, zostając prezesem Zarządu Powiatowego. Z ramienia SL został członkiem Prezydium PRN. W 1946 został członkiem Wojewódzkiej Rady Narodowej w Łodzi. W 1947 został wybrany z listy Bloku Stronnictw Demokratycznych jako kandydat Stronnictwa Ludowego do Sejmu Ustawodawczego (1947–1952), gdzie zasiadał w Komisji Administracji i Bezpieczeństwa, Komisji Handlu Wewnętrznego i Spółdzielczości, Komisji Przemysłowej oraz Komisji Spółdzielczości, Aprowizacji i Handlu.
Jednocześnie w latach 1947–1950 był radnym WRN w Łodzi, a także członkiem Rady Naczelnej SL (1948–1949). W okresie od 1949 do 1951 studiował na SGGW w Warszawie, uzyskując tytuł inżyniera rolnictwa, a w latach 1948–1951 należał do prezydium Zarządu Wojewódzkiego Związku Samopomocy Chłopskiej. W latach 1953–1954 pracował działał jako inspektor nasiennictwa na Wydziale Rolnictwa i Leśnictwa WRN w Łodzi. Następnie w latach 1955–1958 pracował jako instruktor kontraktacji w biurze Wojewódzkiego Pełnomocnika ds. Skarbu oraz zastępcą dyrektora oraz był członkiem Naczelnego Komitetu Zjednoczonego Stronnictwa Ludowego (1956–1959). Później w latach 1958–1961 został dyrektorem Łódzkich Zakładów Zielarskich „Herbapol”, a także pełnił funkcję wiceprezesa (1957–1961) i sekretarza (1961–1963) Wojewódzkiego Związku Kółek Rolniczych. W latach 1958–1962 należał do prezydium Wojewódzkiego Komitetu ZSL w Łodzi. W 1962 został kierownikiem Oddziału Gospodarki Komunalnej, Mieszkaniowej i Wodnej w Wojewódzkiej Komisji Planowania Gospodarczego w Łodzi.
Słoń był również działaczem ZBoWiD.
Został pochowany na cmentarzu komunalnym Doły w Łodzi (Kwatera: XXIX, Rząd: 7, Grób: 14).

## Odznaczenia
- Krzyż Kawalerski Orderu Odrodzenia Polski,
- Krzyż Partyzancki[2].